# Usmanka (obwód nowosybirski)
Usmanka (ros. Усманка) – wieś (sieło) w Rosji, w obwodzie nowosybirskim, w rejonie kysztowskim. W 2010 liczyła 304 mieszkańców, głównie Tatarów syberyjskich.